# Lago Rotoaira
Il lago Rotoaira (a volte scritto Roto-aira ) è un piccolo lago a sud del lago Taupo, sull'altopiano vulcanico dell'Isola del Nord della Nuova Zelanda. Copre una superficie di 13 km². 
Il lago Rotoaira è uno dei pochi laghi privati del paese, amministrato dal Lake Rotoaira Trust per conto dei suoi proprietari. Un'autorizzazione per accedervi deve essere ottenuta per praticarci la pesca o attività simili. 
Il lago si trova in un graben, tra l'ampio duomo vulcanico del monte Tongariro a sud e la più piccola vetta vulcanica di Pihanga a nord-ovest. Il suo emissario naturale è il torrente Poutu, che poi confluisce nel fiume Tongariro. 
Il Tongariro Power Scheme usa il Rotoaira come lago di stoccaggio per la centrale idroelettrica di Tokaanu. Vasti lavori di ingegneria sono stati intrapresi a tale effetto, fra cui la deviazione del letto di alcuni fiumi (come il Whanganui) verso il Rotoaira attraverso il lago Otamangakau e la costruzione di un tunnel sotto il Pihanga fino alla centrale elettrica di Tokaanu. La diga sul Poutu ha creato l'isola Motuopuhi, che precedentemente era una penisola sul lago.